# Himmerland 14
|  | Denne artikel er oprettet af botten Steenthbot ud fra en ekstern database. Den kan derfor have sproglige fejl eller mangler. Denne skabelon kan fjernes efter kontrol af indholdet. |

Himmerland 14 er en dansk dokumentarfilm fra 1975.

## Handling
Opførelse af boligkompleks i 1950'erne.